# 有色鉱物
有色鉱物（ゆうしょくこうぶつ、colored mineral）は、広義には、鉱物種のうち色の付いた（透明ではない）鉱物を総称する語であるが、歴史的には造岩鉱物のうち無色および白色でもないものを総称することが多い。具体的には、黒雲母や角閃石類、輝石類、カンラン石類、磁鉄鉱などである。ケイ素（Si）が少なく、鉄（Fe）やマグネシウム（Mg）を富むため、苦鉄質鉱物（くてつしつこうぶつ、マフィック鉱物、mafic mineral）ということもある。また、1950年代までは鐡苦土鉱物(てつくどこうぶつ)と言われていた。
鉱物の色については、金属イオンによるものや原子欠陥によるもの等の理由がある。ちなみに、造岩鉱物の色はMgのためといわれるが定かではない。
有色鉱物を多く含む岩石は、低温度で融解するといわれる。
また、無色鉱物に比べて比重が重い場合が多く、玄武岩など海洋地殻を構成する造岩鉱物に多く含まれるといわれる。